# Jan Johansson (glaskonstnär)

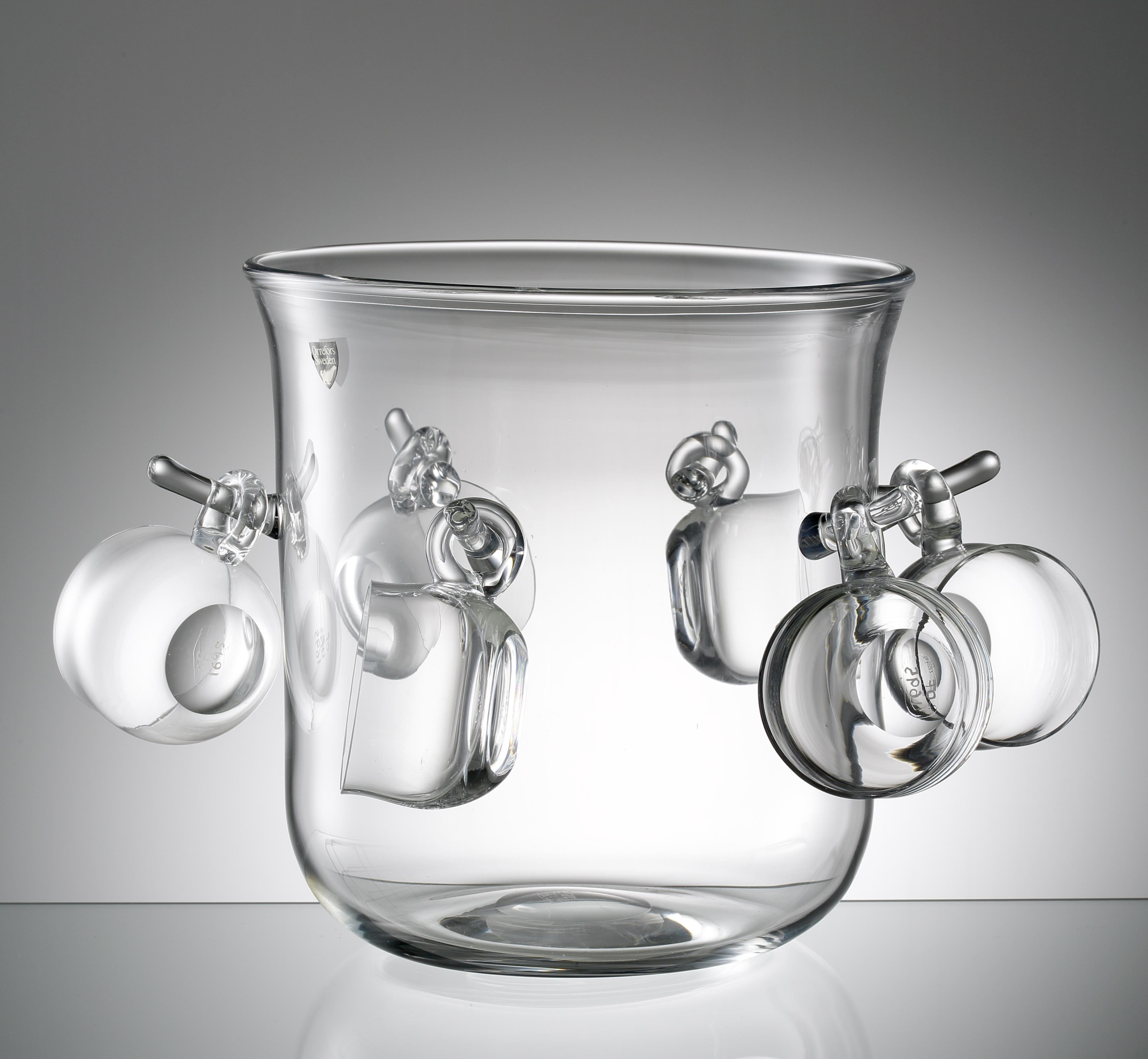
Punschkylare Carlshamns punsch formgiven av Jan Johansson på 1970-talet för Sandviks glasbruk

Jan Johansson (1942–2018), var en svensk silversmed och glasformgivare, bosatt i Vadstena. Gift med glaskonstnären Berit Johansson. 
Johansson var utbildad vid Konstfack i Stockholm och under många år knuten till Orrefors Glasbruk. Han formgav framförallt skålar, vaser, ljusstakar och skulpturer, men även bruksglas. Hans stil är stilren med ofta slipade objekt. Jan Johanssons verk kan bland annat ses i Vadstena Klosterkyrka, Linköpings Domkyrka och han finns även representerad på Nationalmuseum i Stockholm, Kunstindustrimuséet i Oslo, Corning Museum of Glass i USA och Museum för Kunst und Gewerbe i Hamburg. 